# Laconicum

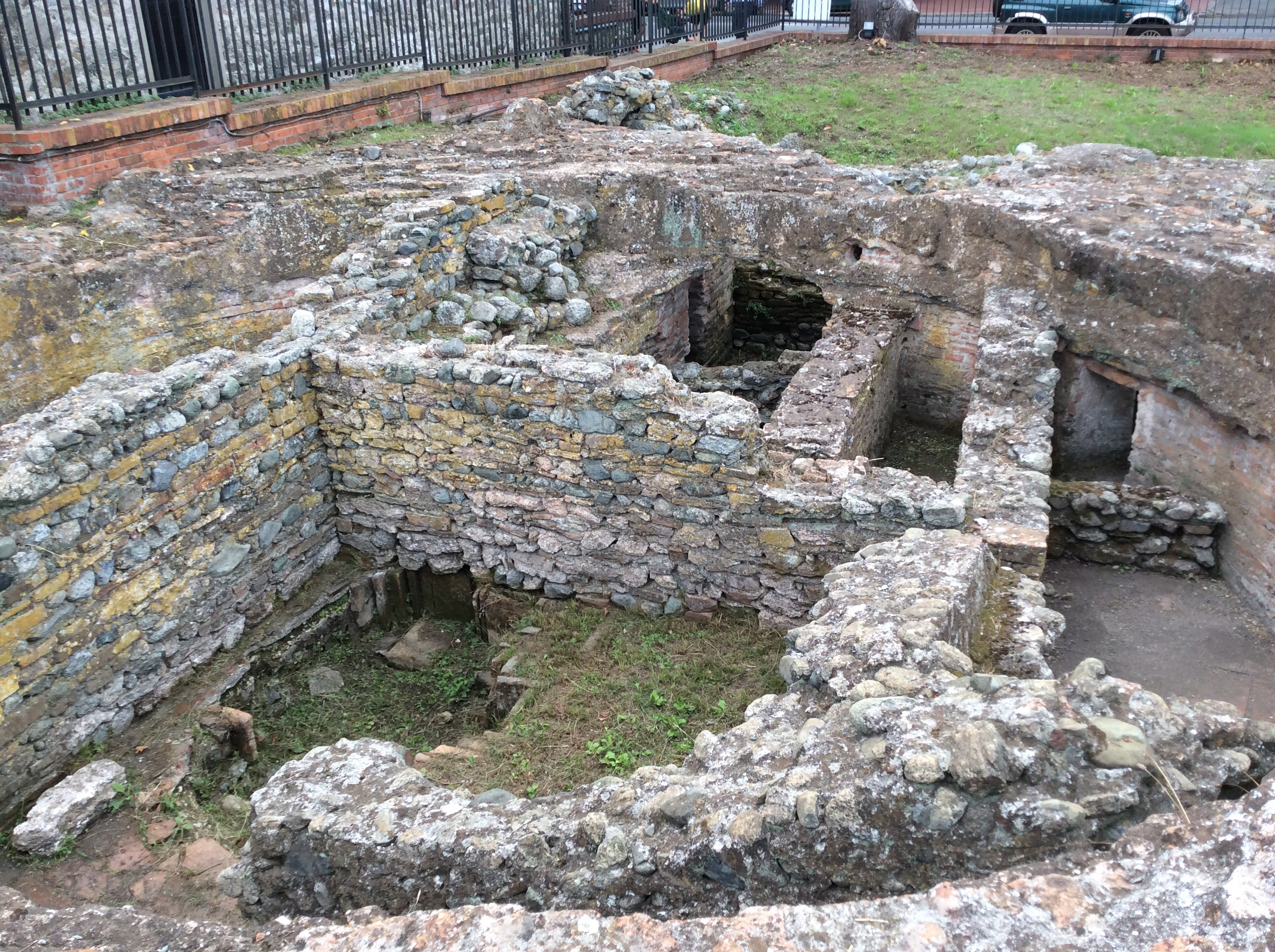
Le laconicum (au premier plan) de la villa d'Alba Docilia (Albisola Superiore).

Le laconicum, parfois appelé salle de transpiration sèche, était une salle des thermes romains dans la Rome antique.

## Étymologie
Le mot latin laconicum est la latinisation du grec λαχωνίχόν, qui signifie non pas « étuve », mais « laconien, spartiate, d'une manière propre aux Laconiens ». Toutefois, ni Xénophon, ni Pausanias n'ont évoqué l'étuve sèche dans leurs descriptions des activités corporelles spartiates, seulement des bains glacés de rivière. La manière spartiate vue par les Romains consistaient peut-être dans l'endurcissement aux contrastes thermiques en enchaînant directement le laconicum à un bain d'eau froide.

## Description
Selon Vitruve, le laconicum doit être contigü du tepidarium, sous la forme d'une rotonde aussi large que haute, fermée par une coupole à laquelle on suspend par des chaînes un bouclier d'airain, foyer dont la hauteur règle la température de l'étuve. Cette pièce n'est pas présente de manière systématique dans les thermes mais en constitue autrement la pièce la plus chaude qui peut également servir de destrictarium. Pour la Gaule narbonnaise, Alain Bouet distingue quatre types de laconica : sans bassin, à bassin unique, quadrangulaire à schola labri (abside avec labrum) et quadrangulaire à deux absides.